# Bestseller (Film)
Bestseller ist ein US-amerikanischer Thriller aus dem Jahr 1987 von Larry Cohen mit James Woods und Brian Dennehy unter der Regie von John Flynn. Der Film erzählt die Geschichte von Cleve (James Woods), einem Auftragskiller, der seine Lebensgeschichte in einem Buch von Dennis Meechum (Brian Dennehy), einem erfahrenen Polizisten und Bestsellerautor, veröffentlichen will.

## Inhalt
Im Jahr 1972 stiehlt eine Gruppe schwer bewaffneter Gangster mit Richard-Nixon-Masken Beweise aus einem Beweismittellager der Polizei und tötet dabei mehrere Polizeibeamte. Officer Dennis Meechum wird dabei durch einen Schuss schwer verletzt, nachdem er einen der Gangster mit einem Messer angestochen hat. Er überlebt den Überfall und veröffentlicht daraufhin ein Buch mit dem Titel „Inside Job“, basierend auf seinen Erlebnissen. Einige Jahre später arbeitet Meechum, mittlerweile ein gefeierter Buchautor und mehrfach ausgezeichneter Polizeibeamter, an seinem nächsten Buch. Er leidet jedoch an einer Schreibblockade und ist ein verwitweter Vater, der seine Tochter Holly nach dem Tod seiner Frau allein großzieht. Bei einem Polizeieinsatz am Hafen rennt ein Verdächtiger davon, während Meechum die Verfolgung aufnimmt. Dabei schließt sich ein Mann namens Cleve der Verfolgung des Verdächtigen an. Als der Verdächtige versucht auf Meechum zu schießen, tötet Cleve den Mann und verschwindet dann auf mysteriöse Weise.
Cleve arrangiert ein Treffen mit Meechum und versucht ihn davon zu überzeugen, ein Buch über seine Geschichte als bezahlter Killer für das Firmenimperium „Kappa International“ zu schreiben. Cleve schüchtert Kappas Gründer David Madlock durch Preisgabe von Informationen für Meechums nächstes Buch ein und verspricht Meechum zugleich Beweise vorzulegen, welche seine Behauptungen beweisen. Sie unternehmen Reisen nach New York und Texas, wo Cleve versucht, Meechum von seiner Geschichte zu überzeugen. Während sie in Texas sind, stellt sich heraus, dass Cleve der verletzte maskierte Schütze war, den Meechum Jahre zuvor angestochen hatte. Madlock versucht durch seinen Vertreter, Meechum zu bestechen, scheitert aber. Als ein Gangster versucht ein Manuskript von Meechums Roman zu stehlen und Holly zu töten, greift Cleve ein, indem er ihn tötet. Cleve versucht, Holly in Sicherheit zu bringen, indem er sie zu Meechums Agentin Roberta Gillian schickt. Madlock schafft es jedoch trotzdem Holly zu entführen.
Meechum beschließt nun sich mit Madlock auf dessen Anwesen am Meer zu treffen. Cleve stürmt ins Haus und erschießt alle Leibwächter von Madlock. Cleve opfert dann sein eigenes Leben, um Holly vor Madlock zu retten. Meechum verhaftet Madlock, bevor er den sterbenden Cleve tröstet. Kurz vor dem Tod von Cleve erinnert er Meechum an das Buch und sagt „Und vergiss nicht - ich bin der Held“. In der Schlusssequenz wird enthüllt, dass Meechum das Buch „Retribution: The Fall of David Madlock and Kappa International“ veröffentlicht hat und es seit 28 Wochen auf der Bestseller-Liste steht.

## Nominierungen
Larry Cohen war 1988 in der Kategorie Best Motion Picture für den Edgar Allan Poe Award nominiert, James Woods im gleichen Jahr als Bester männlicher Darsteller für den Independent Spirit Award.

## Kritik
Der Filmdienst urteilte, der Film sei ein „[m]äßig spannender Thriller“ und die „Charaktere“ verblieben „nur schematisch“. „[I]nszenatorisch“ bewege sich der Film „auf Fernsehniveau“.